# Sandwich (Illinois)
Sandwich è un comune degli Stati Uniti d'America, situato nell'Illinois, nella contea di DeKalb e in parte nelle contee di LaSalle e di Kendall.
Qua nacque il cestista Jack Smiley.